# عزیزه ابراهیم
عزیزه براهیم (عربی: عزیزة ابراهیم، متولد ۹ ژوئن ۱۹۷۶) خواننده و بازیگر اهل صحرای غربی است.

## زندگی‌نامه

### زندگی
وی در سال ۱۹۷۶در اردوگاه‌های پناهجویان اهل صحرا، در منطقه تیندوف الجزایر که مادرش پس از فرار از اشغال صحرای غربی توسط مراکش در اواخر سال ۱۹۷۵در آنجا مستقر شده بود، به دنیا آمد. پدرش در العیون ماند و بعدها درگذشت. به‌دلیل جنگ صحرای غربی، عزیزا هرگز او را ندید.
عزیزه که در شرایط سخت اردوگاه‌های صحرا در الجزایر بزرگ شده بود، موسیقی را به عنوان یک منبع سرگرمی و همچنین راهی طبیعی برای ابراز و انتقال احساسات و افکار شخصی خود درخصوص مقاومت پیدا کرد.
وی در سن ۱۱ سالگی، مانند بسیاری از دانشجویان اهل صحرا در آن زمان، بورسیه تحصیل در کوبا را به‌دست‌آورد. ابتدا می‌خواست موسیقی بخواند، اما رد شد. سپس مدرسه را رها کرد و در سال ۱۹۹۵ به اردوگاه‌های پناهندگان بازگشت و کار موسیقی را دنبال کرد. وی از سال ۲۰۰۰ او در اسپانیا زندگی می‌کند. ابتدا در لئون و بعد در بارسلونا ساکن شد. او متأهل است و یک دختر دارد.

### حرفه
در سال ۱۹۹۵، وی برنده " اولین مسابقه سرود ملی " در جشنواره فرهنگ ملی جمهوری دموکراتیک عربی صحرا شد. وی سپس به " گروه موسیقی ملی صحرا" پیوست و تورهای موریتانی و الجزایر را برگزارکرد. در سال ۱۹۹۸وی با دو آهنگ در آلبوم "وجود زخم‌ها"(به اسپانیایی: A pesar de las heridas) همکاری کرد. در سال ۱۹۹۹ وی به اردوگاه‌های پناهندگان بازگشت و جلسه ای را برای رادیو ملی صحرا با نوازندگان طوارق از تمنراست، الجزایر ضبط کرد. بین سالهای ۲۰۰۱ و ۲۰۰۳، او دوباره با اسپانیا، فرانسه و آلمان به همراه مریم حسن تور برگزار کرد. در سال ۲۰۰۵، او با گروه موسیقی جاز لاتین اسپانیا یایابو همکاری کرد. در سال ۲۰۰۷ وی گروه گلیلی مانکو را متشکل از نوازندگان صحرای غربی، اسپانیا، کلمبیا و سنگال ایجاد کرد و موسیقی سنتی آفریقا را با بلوز و راک ترکیب کرد و در سال ۲۰۰۸ اولین کار انفرادی خود را با نام "آهنگ من" (به اسپانیایی: Mi Canto)ضبط کرد. در سال ۲۰۰۹ وی در ساخت آهنگ رپ همکاری کرد و یک ترانه از با پیانو الکتریکی از وی در آلبوم تلفیقی " Listen to the Banned " قرار گرفت. از سال ۲۰۰۹، عزیزا براهیم به‌طور مرتب در تور " Nömadak Tx en directo " با گروه تکسالاپارتا به اسپانیا و فرانسه سفر می‌کند.
در سال ۲۰۱۱، او در ساخت موسیقی متن اصلی و همچنین بازیگری برای اولین بار در یک فیلم در فیلم ویلیای اسپانیا مشارکت کرد.
در فوریه ۲۰۱۲، آلبومی با عنوان " مابروک " را به افتخار مادربزرگش برای ژوئن منتشر کرد. در ماه آوریل، مجله افه ایمه گزارش داد که عزیزه در نسخه ۲۰۱۲ جشنواره WOMAD در کارکاس شرکت خواهد کرد.

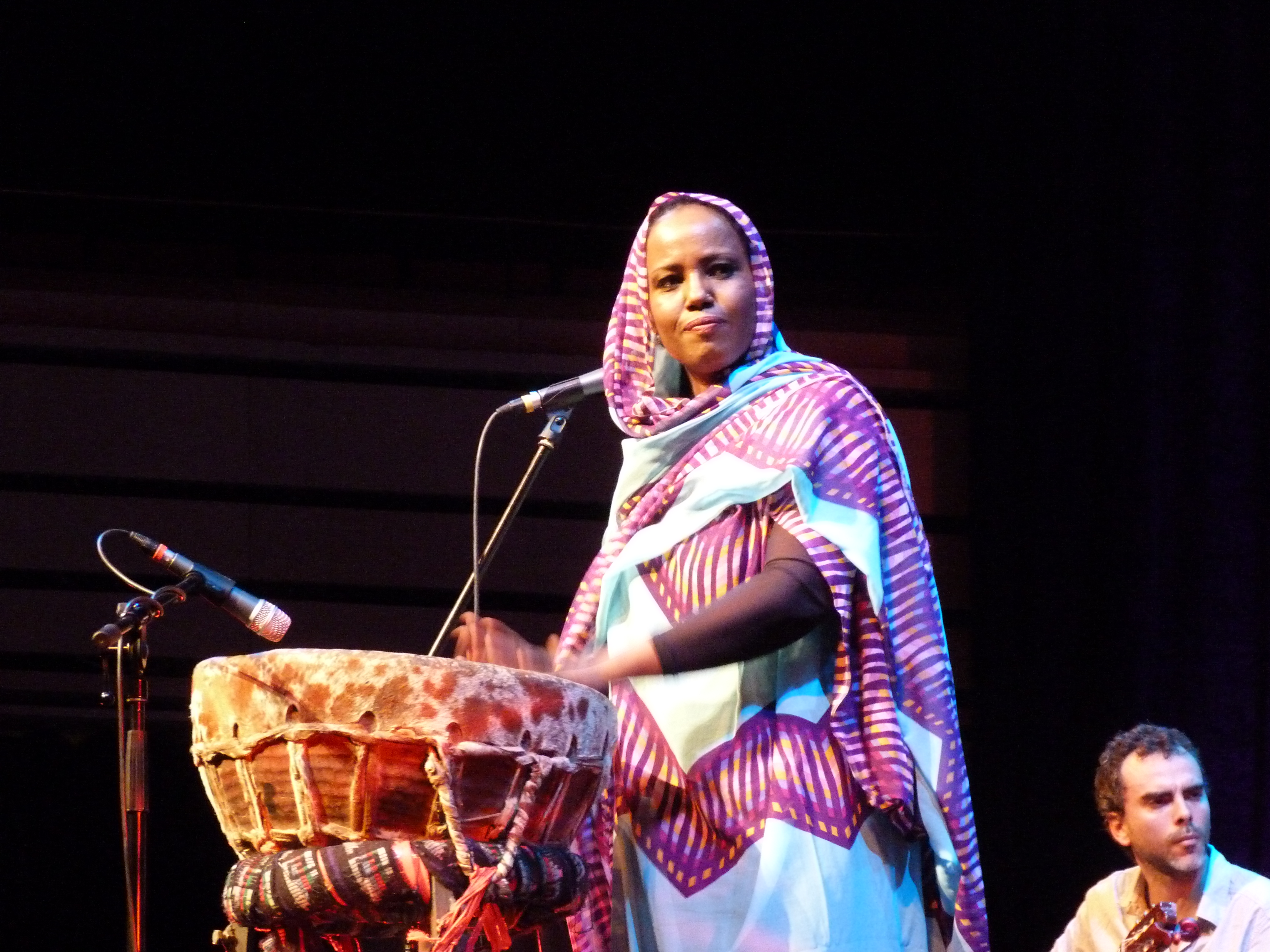
عزیزه ابراهیم در حال اجرای برنامه در WOMEX 15، بوداپست

در سال ۲۰۱۴عزیزا براهیم سومین آلبوم خود سوتاک (Glitterbeat، ۲۰۱۴) را منتشر کرد، ضبطی با حضور نوازندگان از هر دو صحنه موسیقی بارسلونا و مالی و همراه با تأثیرات مالیایی، اسپانیایی، کوبایی و معاصر انگلیسی و اروپا به اضافهٔ صدای سنتی صحرایی عزیزه ابراهیم. سوتاک سه بار (مارس، آوریل و مه ۲۰۱۴) در صدر جدول موسیقی جهانی اروپا (WMCE) قرار گرفت.

## دیسکوگرافی

### آلبوم‌های استودیویی
- 2008 Mi Canto EP
- 2011 OST Wilaya
- 2012 Mabruk
- 2014 Soutak
- 2016 Abbar el Hamada
- 2019 Sahari

## جوایز و نامزدها
در سال ۲۰۰۹، وی نامزد نهایی جایزه ایجاد آزادی بود که از قدرت هنر برای مبارزه با ظلم، شکستن کلیشه‌ها و افزایش اعتماد در جوامع تجلیل می‌کند. در اواخر آوریل ۲۰۱۲، برای موسیقی فیلم ولایا، برنده رتبه دوم در جشنواره فیلم اسپانیایی مالاگا برای موسیقی متن فیلم بیزناگا شد.

## متن ترانه‌های مورد توجه
متن برخی از ترانه‌هایی که او می‌خواند، اشعاریست که از مادربزرگ خود الجدرا مینت مبروک، معروف به «شاعر تفنگ» در اردوگاه پناهجویان اهل صحرا شنیده‌است.